# 超級星光大道 (第四屆)
《超級星光大道4》，是中視歌唱選秀節目《超級星光大道》第四屆賽事，簡稱星光四班。播出時間為2008年8月29日至2009年3月27日，共31集，也是歷屆《超級星光大道》播出集數最多的一季。

## 節目簡介
主辦單位賽前舉辦了三場甄選會（2008年6月28日台北華山劇場、7月5日台中中友百貨、7月12日高雄夢時代）及通訊報名，共計137人獲得入選金券，於8月16日進棚參加「百人初選」，從中選出55人（實為54組，其中一組為雙人組合）晉級下一階段30強資格賽。本屆播出時省略了百人初選，首集即為30強資格賽。
本屆評審陣容方面比起前三屆有了小幅變動。前三屆常駐評審之一的張宇退出評審團，改由伍思凱加入本屆常駐評審的陣容，另一位常駐評審袁惟仁亦於第4集結束後暫時退出評審陣容，直到第10集才重返評審席。
本屆最大的變動為主持人。由於主持人陶晶瑩懷孕待產，需要找人代班主持，經製作單位協商後，確定由《康熙來了》主持人蔡康永、徐熙娣代班主持，陶晶瑩則在主持完第10集、11集「學長姐合唱賽」後暫時離開《超級星光大道》。徐熙娣主持了第12至17集，因不適應《超級星光大道》的節目風格，以及希望週末能陪伴家庭，不再代班。此後製作單位陸續邀請「阿妹」張惠妹搭配蔡康永代班主持第18、19集；「星光四少」林宥嘉、周定緯、潘裕文和許仁搭配蔡康永代班主持第20、21集；「可愛教主」楊丞琳搭配蔡康永代班主持第22、23集；直到《光陰的故事》劇中飾演母女檔的黃嘉千、陳怡蓉搭配蔡康永代班主持，主持陣容才穩定下來，從第24集持續至本屆結束。
本屆並未與特定唱片公司合作，部分參賽選手畢業後，成為製作單位金星娛樂旗下藝人，再由公司接洽唱片、戲劇等工作。

## 本屆創新
- 簡訊投票計分：本屆首次將簡訊投票數納入總決賽計分。第五屆、第六屆、星光傳奇賽均沿用此賽制。
- 組曲合作賽：多人以組曲方式共同完成演出，考驗團隊默契。第五屆、第六屆、第七屆均沿用此賽制；星光傳奇賽則將組曲合作納入分組對抗賽其中一項。

## 參賽者一覽
依首集播出順序：
- 洪千涵
- 王聖凱
- 張彩鳳
- 黎輝豐
- 詹婉庭
- 盧勁維
- 羅英敏（韓國）
- 張涵雅（星光一班踢館者）
- 楊家偉
- 徐育夆
- 陳世晃
- 王凱婷
- 陳妍伶
- 王普慶
- 許雨柔
- 楊凱翔
- 張鈞閔
- 楊世名
- 紀儀羚
- 李健雄（韓國）
- 吳勇濱
- 文凱
- 廖雅汝
- 廖昆賢
- 林宇洋
- 李孟軒
- 林格立
- 潘雅芳
- 邱振哲
- 楊淳盛
- 張心傑（星光三班踢館者）
- 吳德宏
- 宋昀達
- 陳金蘭
- 張嘉珍
- 林鈺婷
- 林冠至＆林冠宇
- 夏政峰
- 楊孝君
- 戴玉娟
- 賴琇中
- 康禎庭
- 吳沛寧
- 許書維
- 何書宇（星光三班踢館者）
- 甘庭峰（兒童節目主持人柳丁哥哥）
- 羅平
- 鍾羽柔
- 孫碧娜（韓國，星光三班踢館者）
- 梁一貞（星光三班踢館者）
- 王子銘
- 陳樂軒（香港）
- 方宥心（童星方婉真）
- 林鴻鳴（星光三班踢館者）

## 賽程紀錄
| 集數 | 首播日期   | 收視率 | 比賽主題                           | 被淘汰者／備註                                                               |
| --- | ---------- | ------ | ---------------------------------- | ---------------------------------------------------------------------------- |
| 01 | 2008/08/29 | 2.88   | 築夢：30強資格賽                   | －                                                                           |
| - 本季片頭更換為前三季十強選手的個人宣傳照。 - 第四屆的百人初選，由賽前舉行的甄選會及通訊報名者中選出137位參賽者，於2008年8月16日在中視攝影棚內舉行，五位選手組成一組，每位參賽者有30秒的演唱時間，由評審選出入圍者，最終55人確定入選，爭取晉級30強。 - 本次評審：袁惟仁、黃韻玲、鄭建國、伍思凱、陳子鴻 - 比賽規則：參賽者有1分鐘的演唱時間，分數到達15分者即可過關，失敗者仍有機會，獲得免死金牌重返舞台，本週預計選出星光四班30強。 - 未過關：洪千涵（百年孤寂/王菲）、羅英敏（I believe/范逸臣）、楊家偉（熱情的沙漠/黃小琥）、邱振哲（愛情樹/張智成）、許書維（一公尺/言承旭）、方宥心（忘了/輕鬆玩樂團）……。 - 過關：王聖凱（寂寞的季節/陶喆）、盧勁維（海芋戀/蕭敬騰）、張涵雅（愛要有你才完美/那英）、陳妍伶（再見我的愛/櫻桃幫）、王普慶（忘了愛/范逸臣）、許雨柔（你的背包/陳奕迅）、李健雄（末日之戀/張智成）、吳勇濱（三暝三日/吳宗憲）、范文凱（心痛的感覺/蘇芮）、廖雅汝（雨衣/阿杜）、廖昆賢（我的心裡只有你沒有他/黃小琥）、楊淳盛（我不會飛/張玉華）、張心傑（莎郎嘿/迪克牛仔）、吳德宏（大海/張雨生）、林冠至+ 林冠宇（少年/光良+曹格）、夏政峰（不會消失的夜晚/信樂團）、楊孝君（寶貝/張懸）、何書宇（你是愛我的/張惠妹）、孫碧娜（味道/辛曉琪）、梁一貞（我愛你/蕭賀碩）、陳樂軒（跟你坐公車/自創曲）、林鴻鳴（天天想你/張雨生）……。 - 30秒清唱PK：陳金蘭（愛了就知道/戴愛玲）PK洪千涵（L.O.V.E/Joss Stone）。 - 評審免死金牌：楊家偉獲得鄭建國免死金牌、許書維獲得鄭建國免死金牌、邱振哲獲得伍思凱免死金牌、方宥心獲得陳子鴻免死金牌、王凱婷獲得黃韻玲免死金牌、洪千涵獲得袁惟仁免死金牌。 - 比賽結果：54位參賽者中，有27人過關，有27人失敗；6人獲得評審的免死金牌，共計33位參賽者晉級。 |            |        |                                    |                                                                              |
| 02 | 2008/09/05 | 2.70   | 砥礪：一對一PK賽                   | 廖昆賢、林冠至+林冠宇、邱振哲、 王子銘、廖雅汝、吳沛寧、陳妍伶               |
| - 本次評審：袁惟仁、黃韻玲、鄭建國、伍思凱、康康 - 比賽規則：參賽者由抽籤決定PK對象，男女分組相互PK，分數較高者勝出，失敗者則落入失敗區等候，由評審決定是否晉級，本集預訂淘汰七人。 - 張心傑（你到底愛誰/劉嘉亮）18分PK范文凱（不變的諾言/李玟）16分。 - 林冠至+林冠宇（曹操/林俊傑）14分PK楊家偉（靠近/李聖傑）17分。 - 梁一貞（他和她的故事/蕭亞軒）16分PK吳沛寧（在世界中心/潘嘉麗）13分。 - 何書宇（Fly Away/F.I.R）13分PK李健雄（愛笑的眼睛/徐若瑄）11分。 - 方宥心（桂花巷/潘越雲）17分PK廖雅汝（純情青春夢/潘越雲）12分。 - 王普慶（藍夜/江得勝）12分PK楊孝君（紅豆/王菲）14分。 - 孫碧娜（暗示/李玟）18分PK王凱婷（最愛是你/伍思凱）15分。 - 廖昆賢（愛情縮影/伍思凱）13分PK吳勇濱（無字的情批/黃乙玲）17分。 - 吳德宏（火柴天堂/熊天平）20分PK陳樂軒（What A Wonderful World/路易斯阿姆斯壯）18分。 - 洪千涵（謝謝儂/陳奕迅）15分PK陳妍伶（You Make Me Free/張惠妹）11分。 - 林鴻鳴（狼/齊秦）17分PK許書維（天黑/阿杜）12分。 - 賴琇中（討厭/芮恩）16分PK康禎庭（愛情無關是非/周蕙）16分。 - 邱振哲（眼淚知道/溫嵐）13分PK盧勁維（Julia/王力宏）15分。 - 張涵雅（愛請問怎麼走/A-Lin黃麗玲）19分PK戴玉娟（無言花/江蕙）14分PK許雨柔（證據/楊乃文）13分。 - 楊淳盛（我不愛/孫燕姿）18分PK夏政峰（四百龍銀/張宇）17分。 - 王聖凱（想你的習慣/小宇）17分PK王子銘（回家/順子）15分。 - 本集最高分的3組參賽者：吳德宏20分、張涵雅19分、楊淳盛18分、陳樂軒18分、張心傑18分。 - 比賽結果：33位參賽者中，有16人過關，有17組PK失敗；7組遭到淘汰，共計26位參賽者晉級。 |            |        |                                    |                                                                              |
| 03 | 2008/09/12 | 2.70   | 競爭：20強資格賽                   | 李健雄、王普慶、許書維、 楊孝君、戴玉娟、王凱婷                              |
| - 本次比賽將決定前二十強參賽者名單。 - 本次評審：袁惟仁、黃韻玲、鄭建國、伍思凱、彭佳慧 - 比賽規則：參賽者選擇一首歌曲進行演唱，獲評審打15分（含）以上者過關，反之則進入失敗區，並於比賽終了時決定淘汰人選，本集預訂淘汰六人。 - 李健雄（曾經愛你永遠愛你/伍思凱）13分。 - 王普慶（說謊/張信哲）12分。 - 許書維（靠近/庾澄慶）12分。 - 何書宇（這邊那邊/伍思凱）17分。 - 許雨柔（他沒有錯/范瑋琪）16分。 - 楊孝君（熟悉/庾澄慶）11分。 - 戴玉娟（離開你的我/吳佩珊）13分。 - 盧勁維（紐約的司機駕著北京的夢/張學友）13分。 - 王凱婷（後來/劉若英）13分。 - 洪千涵（小鎮姑娘/陶喆）16分。 - 文凱（心動/林曉培）20分。 - 康禎庭（原來你什麼都不要/張惠妹）15分。 - 梁一貞（Love Song/方大同）16分。 - 賴琇中（金針花/江蕙）15分。 - 楊家偉（海洋/陳建年）16分。 - 王聖凱（菊花台/周杰倫）16分。 - 方宥心（第一百零一個答案/江美琪）15分。 - 夏政峰（殘缺的溫柔/葉璦菱）12分。 - 林鴻鳴（雨和眼淚/四分衛）19分。 - 吳勇濱（真情味/施文彬）16分。 〈2011入圍第22屆金曲獎最佳台語男歌手〉 - 楊淳盛（深信不疑/蔡健雅）14分。 - 孫碧娜（最長的電影/周杰倫）18分。 - 陳樂軒（一起去巴黎/侯湘婷）15分。 - 張心傑（思念誰/巫啟賢）16分。 - 張涵雅（相見恨晚/彭佳慧）18分。 〈2013、2018、2019入圍第24、29、30屆金曲獎最佳台語女歌手〉 - 吳德宏（三天三夜/張惠妹）18分。 - 被評審老師回：夏政峰被評審老師救回、楊淳盛被評審老師救回、盧勁維被評審老師救回。 - 本集最高分的3組參賽者：范文凱20分、林鴻鳴19分、孫碧娜18分、張涵雅18分、吳德宏18分 - 比賽結果：26名參賽者中，有17位選手過關，有9人失敗；6人遭到淘汰，共計20位參賽者晉級。 |            |        |                                    |                                                                              |
| 04 | 2008/09/19 | 2.77   | 自信：我的主打歌                   | 楊家偉（20名）                                                               |
| - 從本集開始，參賽者開始舞台造型的改造工作，由常任評審之一、同時也是知名造型師的Roger（鄭建國）主導所有工作。在本次的大改造中，製作單位以等同一般藝人的規格，主動給予參賽者梳化、服裝等造型方面的協助，使參賽者如同真正歌手一般的進行演出。所有參賽者在開始表演前，先以短片簡單介紹大改造的過程，並對照改造前和改造後的對比，Roger也同時在舞台上一一解說。 - 本次評審：袁惟仁、黃韻玲、伍思凱、彭佳慧、光良 - 比賽規則：參賽者表演一首自己最拿手的歌曲，獲評審16分（含）以上者過關，反之則進入失敗區，並於比賽終了時決定淘汰人選，本集預訂淘汰一人。 - 王聖凱（終於說出口/小宇）17分。 - 盧勁維（簡單愛/周杰倫）16分。 - 吳德宏（唱歌乎恁聽/蕭煌奇）20分。 - 陳樂軒（The Blower`s Daughter/Damien Rice）19分。 - 林鴻鳴（我很醜可是我很溫柔/趙傳）18分。 - 楊家偉（Piano/范逸臣）13分。 - 方宥心（愛缺/陶晶瑩）16分。 - 張心傑（Everything I Do/Bryan Adams）17分。 - 文凱（我為什麼那麼愛你/張惠妹）16分。 - 楊淳盛（遊樂/蘇打綠）16分。 - 洪千涵（死了都要愛/信樂團）16分。 - 張涵雅（水藍色眼淚/張惠妹）19分。 〈2013、2018、2019入圍第24、29、30屆金曲獎最佳台語女歌手〉 - 夏政峰（冷水澡/黃立行）17分。 - 許雨柔（往事隨風/齊秦）14分。 - 何書宇（Dear/麵飽堡）15分。 - 賴琇中（一比一/范瑋琪）15分。 - 康禎庭（為你我受冷風吹/林憶蓮）20分。 - 吳勇濱（思念你的心肝你敢知/曾心梅）17分。 〈2011入圍第22屆金曲獎最佳台語男歌手〉 - 梁一貞（說愛我/梁一貞）16分。 - 孫碧娜（Only One/順子）18分。 - 本集最高分的3組參賽者：吳德宏20分、康禎庭20分、陳樂軒19分、張涵雅19分。 - 比賽結果：20名參賽者中，有16位選手過關，有4人失敗；1人遭到淘汰，共計19位參賽者晉級。 - 從第一屆比賽起擔任主要評審的「小胖老師」袁惟仁，於本集宣佈退出評審陣容。 |            |        |                                    |                                                                              |
| 05 | 2008/09/26 | 2.74   | 分享：我的第一張專輯               | 賴琇中（19名）                                                               |
| - 本次評審：黃韻玲、鄭建國、伍思凱、彭佳慧、李聖傑 - 比賽規則：參賽者需演唱自己購買的第一張專輯中的任何一首歌曲，獲評審16分（含）以上者過關，反之則進入失敗區，並於比賽終了時決定淘汰人選，本集預訂淘汰一人。 - 許雨柔（解脫/張惠妹）15分。 - 何書宇（失戀河/許志安）16分。 - 賴琇中（有你就夠了/李玟）15分。 - 盧勁維（愛你等於愛自己/王力宏）16分。 - 洪千涵（Every Breath you take/警察合唱團）18分。 - 方宥心（無人熟識/張清芳）17分。 - 楊淳盛（怎樣/戴佩妮）17分。 - 文凱（Melody/陶喆）16分。 - 梁一貞（愛我久一點/李玟）19分。 - 王聖凱（不要害怕/王力宏）16分。 - 夏政峰（自由/張震嶽）19分。 - 吳勇濱（絕情風雨/方順吉）19分。 〈2011入圍第22屆金曲獎最佳台語男歌手〉 - 中場表演：吳勇濱+方宥心（絕情風雨/方順吉）。 - 張心傑（酒醉的探戈2001/動力火車）18分。 - 孫碧娜（我是女人/Kiss）17分。〈韓文歌曲〉 - 林鴻鳴（聽海的歌/童安格）17分。 - 張涵雅（答案/李玟）17分。 〈2013、2018、2019入圍第24、29、30屆金曲獎最佳台語女歌手〉 - 陳樂軒（沙灘/陶喆）+（Over the rainbow/Judy Garland）18分。 - 康禎庭（突然想愛你/許茹芸）18分。 - 吳德宏（愛情多惱河/熊天平）14分。 - 本集最高分的3組參賽者：梁一貞19分、夏政峰19分、吳勇濱19分。 - 30秒清唱PK：許雨柔（如果沒有你/莫文蔚）17分PK賴琇中（I Need You/LeAnn Rimes）15分PK吳德宏（Walking By Myself/Gary Moore）18分。 - 比賽結果：19名參賽者中，有16位選手過關，有3人失敗；1人遭到淘汰，共計18位參賽者晉級。 |            |        |                                    |                                                                              |
| 06 | 2008/10/03 | 2.89   | 齊心：組曲合作賽                   | 無                                                                           |
| - 本次評審：黃韻玲、鄭建國、伍思凱、陳子鴻、蘇永康 - 比賽規則：參賽者進行分組抽籤，三人一組，以組曲方式共同完成演出，考驗三人之間的團隊默契，獲得評審16分（含）以上者過關，反之則進入失敗區，並於比賽終了時決定淘汰人選，本週預計淘汰一人。 - 第一組：〈上海灘〉17分 - 梁一貞（魂縈舊夢/白光）。 - 吳勇濱（不了情/費玉清）。 - 王聖凱（情人的眼淚/潘秀瓊）。 - 第二組：〈黑社會哥哥〉20分 - 張心傑（啞口/齊秦）。 - 文凱（可愛的玫瑰花/歐陽菲菲）。 - 林鴻鳴（永遠不回頭/七匹狼）。 - 林鴻鳴+張心傑+范文凱（永遠不回頭/七匹狼）。 〈七匹狼包括張雨生、邰正宵、姚可傑、王傑、星星、月亮、太陽〉 - 第三組：〈S.O.S〉15分 - 何書宇（妳不愛我/康晉榮）。 - 張涵雅（他是跳蚤/戴愛玲）。 - 孫碧娜（姊姊妹妹站起來/陶晶瑩）。 - 第四組：〈V3〉15分 - 盧勁維（不可能錯過你/王力宏）。 - 楊淳盛（超快感/孫燕姿）。 - 夏政峰（管你嫁給誰/動力火車）。 - 第五組：〈康樂隊唷〉17分 - 康禎庭（我是不是你最疼愛的人/潘越雲）。 - 方宥心（誰讓我流淚/潘美辰）。 - 陳樂軒（忘記你我做不到/張學友）。 - 康禎庭+方宥心+陳樂軒（我是不是你最疼愛的人/潘越雲）。 - 第六組：〈洪柔宏之向前衝〉15分 - 吳德宏（逆風/蕭煌奇）。 - 許雨柔（逃亡/孫燕姿）。 - 洪千涵（Goodbye & Hello/蔡健雅）。 - 許雨柔+洪千涵+吳德宏（逃亡/孫燕姿）。 - 本集最高分的3組參賽者：張心傑+范文凱+林鴻鳴20分、吳勇濱+王聖凱+梁一貞17分、康禎庭+方宥心+陳樂軒17分。 - 比賽結果：6組參賽者中，有3組選手過關，有3組失敗；無人遭到淘汰，共計18位參賽者晉級。 |            |        |                                    |                                                                              |
| 07 | 2008/10/10 | 2.16   | 心弦：我的音樂故事                 | 盧勁維（18名）、楊淳盛（17名）                                               |
| - 本次評審：黃韻玲、鄭建國、伍思凱、陳子鴻、蘇永康 - 比賽規則：參賽者演唱一首能代表自身故事的歌曲，獲評審16分（含）以上者過關，反之則進入失敗區，並於比賽終了時決定淘汰人選，本集預訂淘汰兩人。 - 許雨柔（給未來的自己/梁靜茹）14分。 - 吳德宏（夜夜夜夜/熊天平）18分。 - 盧勁維（唯一/王力宏）13分。 - 何書宇（寂寞考/盧廣仲）18分。 - 王聖凱（Forever Love/王力宏）16分。 - 文凱（酒矸倘賣嘸/蘇芮）15分。 - 張涵雅（新的自我/A-Lin黃麗玲）18分。 〈2013、2018、2019入圍第24、29、30屆金曲獎最佳台語女歌手〉 - 楊淳盛（也許有一天/JS）14分。 - 方宥心（戲棚腳/楊宗憲）16分。 - 林鴻鳴（鋼鐵男子/伍佰）19分。 - 孫碧娜（人間/王菲）15分。 - 洪千涵（月亮代表我的心/鄧麗君）17分。 - 張心傑（前輩子的債/巫啟賢）17分。 - 康禎庭（You make me want to fall in love/F.I.R.）15分。 - 陳樂軒（Amazing Grace/Leann Rimes）20分。 - 夏政峰（擁抱/五月天）18分。 - 吳勇濱（失戀雨/黃乙玲）14分。 〈2011入圍第22屆金曲獎最佳台語男歌手〉 - 梁一貞（第九夜/李玟）19分。 - 本集最高分的3組參賽者：陳樂軒20分、林鴻鳴19分、梁一貞19分。 - 30秒清唱PK：許雨柔（他不愛我/莫文蔚）17分PK吳勇濱（愛你無條件/黃乙玲）18分PK楊淳盛（分開/楊乃文）14分。 - 比賽結果：18名參賽者中，有11位選手過關，有7人失敗；2人遭到淘汰，共計16位參賽者晉級。 |            |        |                                    |                                                                              |
| 08 | 2008/10/17 | 2.07   | 火花：雙人合作賽                   | 王聖凱（16名）                                                               |
| - 本集的特別來賓為保羅·帕茲(Paul Potts)。 - 開場表演：保羅·帕茲（Nessun Dorma/Luciano Pavarotti）。〈公主徹夜未眠-意大利歌劇〉 - 本次評審：黃韻玲、鄭建國、陳子鴻、彭佳慧、蘇見信 - 比賽規則：參賽者兩人一組，進行合唱，獲評審16分（含）以上者即可過關，反之則進入失敗區，並於比賽終了時決定淘汰人選，本集預計淘汰一人。 - 王聖凱+梁一貞（想念你的愛/鄭中基+林凡）15分。〈聖女貞德〉 - 吳德宏+張涵雅（我期待/張雨生+陶晶瑩）20分。 - 文凱+許雨柔（傳說/林宥嘉+劉力揚）16分。〈黑面琵鷺〉 - 中場表演：文凱+許雨柔（對你愛不完/郭富城）。 - 何書宇+夏政峰（多愛我一天/Energy）17分。〈峰宇交加〉 - 陳樂軒+洪千涵（When I Fall in Love/Nat King Cole+Natalie Cole）17分。〈千樂透〉 - 林鴻鳴+孫碧娜（深情相擁/張國榮+辛曉琪）20分。〈BOM〉 - 吳勇濱+方宥心（小姐 請你乎我愛/羅時豐+王瑞霞）20分。〈宥宥濱〉 - 張心傑+康禎庭（我不夠愛你/劉德華+陳慧琳）16分。〈康傑〉 - 本集最高分的3組參賽者：吳德宏+張涵雅20分、林鴻鳴+孫碧娜20分、吳勇濱+方宥心20分。 - 比賽結果：8組參賽者中，有7組選手過關，有1組失敗；1人遭到淘汰，共計15位參賽者晉級。 |            |        |                                    |                                                                              |
| 09 | 2008/10/24 | 2.19   | 自我：給網友的歌                   | 文凱（15名）                                                                 |
| - 在本集過關的星光四班前十四強將可獲得中視八點檔電視劇《光陰的故事》插曲演唱資格。 - 本次評審：黃韻玲、鄭建國、陳子鴻、光良、蘇見信 - 比賽規則：參賽者演唱一首能表達自我心聲的歌曲，獲得評審16分（含）以上者過關，反之則進入失敗區，並於比賽終了時決定淘汰人選，本集預計淘汰一人。 - 許雨柔（遺憾/許美靜）17分。 - 中場表演：吳勇濱（春夏秋冬/蔡小虎）。 - 吳勇濱（誰人甲我比/楊宗憲）20分。 〈2011入圍第22屆金曲獎最佳台語男歌手〉 - 中場表演：陶晶瑩（True Colors/Phil Collins）。 - 文凱（害怕/林俊傑）15分。 - 康禎庭（聽說愛情回來過/蔡依林）16分。 - 孫碧娜（寫一首歌/順子）17分。 - 方宥心（唱我的歌/林曉培）19分。 - 洪千涵（真的嗎/莫文蔚）18分。 - 張心傑（讓我一次愛個夠/庾澄慶）19分。 - 何書宇（Que te pasa你在幹嘛/盧廣仲）16分。 - 夏政峰（瘋狂世界/五月天）18分。 - 張涵雅（往前飛/戴佩妮）18分。 〈2013、2018、2019入圍第24、29、30屆金曲獎最佳台語女歌手〉 - 吳德宏（Blues/蕭敬騰）18分。 - 梁一貞（做我自己/A-Lin黃麗玲）16分。 - 林鴻鳴（大驚小怪/信樂團）22分。 - 中場表演：林鴻鳴+蘇見信（大驚小怪/信樂團）。 - 陳樂軒（夠不夠/方大同）20分。 - 本集最高分的3組參賽者：林鴻鳴22分、吳勇濱20分、陳樂軒20分。 - 比賽結果：15名參賽者中，有14位選手過關，有1人失敗；1人遭到淘汰，共計14位參賽者晉級。 |            |        |                                    |                                                                              |
| 10 | 2008/10/31 | 2.57   | 饗宴：學長姐合唱賽（上）           | 無                                                                           |
| - 本集錄影主持人陶晶瑩與製作人王偉忠在棚內歡慶39歲、52歲生日。 - 在第4集宣佈退出評審陣容的「小胖老師」袁惟仁，在本集回歸評審陣容。 - 本次評審：袁惟仁、黃韻玲、鄭建國、伍思凱、蘇見信 - 比賽規則：星光四班十四強與星光一、二、三班學長姐合唱，分數最高的組別，將可以得到微風廣場禮券三萬元，本集不淘汰參賽者。 - 本集與參賽者合唱的星光幫學長姐：〈以出場次序排列〉賴銘偉〈二1〉、林宜融〈二5〉、葉瑋庭〈二3〉、徐佳瑩〈三1〉、周定緯〈一2〉、曾沛慈〈二6〉、黎礎寧〈三3〉。 - 方宥心+賴銘偉（一個人/伍佰+楊乃文）20分。 - 洪千涵+林宜融（I Won't Last a Day Without You/椎名林檎+宇多田光）17分。 - 夏政峰+葉瑋庭（你的電話/藍心湄+脫拉庫）22分。 - 陳樂軒+徐佳瑩（我們能不能/方大同）20分。 - 張涵雅+周定緯（當真就好/張國榮+陳淑樺）20分。 - 許雨柔+曾沛慈（不要哭/范瑋琪+左安安）20分。 - 吳勇濱+黎礎寧（繁華攏是夢/陳美鳳+伍浩哲）18分。 〈這是黎礎寧在超級星光大道的最後身影〉 - 本集參賽者：夏政峰+葉瑋庭22分、賴銘偉+方宥心20分、陳樂軒+徐佳瑩20分、張涵雅+周定緯20分、許雨柔+曾沛慈20分、黎礎寧+吳勇濱18分、林宜融+洪千涵17分。 - 陶晶瑩向吳勇濱要一個禮物，就是唱一首中文歌中有英文歌詞的歌，而吳勇濱於第14集結束時，演唱胡彥斌的《waiting for you》當做禮物送給陶晶瑩。 |            |        |                                    |                                                                              |
| 11 | 2008/11/07 | 3.27   | 饗宴續篇：學長姐合唱賽（下）       | 無                                                                           |
| - 本次評審：袁惟仁、黃韻玲、鄭建國、伍思凱、蘇見信 - 比賽規則：星光四班十四強與星光一、二、三班學長姐合唱，分數最高的組別，將可以得到微風廣場禮券三萬元，本集不淘汰參賽者。 - 本集與參賽者合唱的學長姐：〈以出場次序排列〉賴聖恩〈三5〉、許仁〈一7〉、林芯儀〈三2〉、潘裕文〈一3〉、黃美珍〈二7〉、簡鳳君〈三4〉、梁文音〈二2〉。 - 梁一貞+賴聖恩（無所謂/張惠妹）19分。 - 中場表演：許仁杰+何書宇（花樹下的約定/許仁）。 - 何書宇+許仁杰（掌心/無印良品）20分。 - 張心傑+林芯儀（今生注定/高明駿+王馨平）19分。 - 康禎庭+潘裕文（男人女人/許茹芸+阿穆隆）19分。 - 林鴻鳴+黃美珍（愛什麼稀罕/張惠妹）21分。 - 中場表演：神木與瞳（愛什麼稀罕/張惠妹）。 - 孫碧娜+簡鳳君（後知後覺/張惠妹）22分。 - 吳德宏+梁文音（如果沒有你/莫文蔚）24分。 - 本集參賽者：吳德宏+梁文音24分、孫碧娜+簡鳳君22分、林鴻鳴+黃美珍21分、何書宇+許仁杰20分、梁一貞+賴聖恩19分、張心傑+林芯儀19分、潘裕文+康禎庭19分。 - 吳德宏+梁文音可以得到微風廣場禮券三萬元。 - 從第一屆比賽起擔任主持人的「陶子」陶晶瑩，因為待產期已屆，於本集宣佈暫別《超級星光大道》, 於第五屆第一集開始恢復主持。 - 終場表演：星光一、二、三、四班（我期待/張雨生+陶晶瑩）。 |            |        |                                    |                                                                              |
| 12 | 2008/11/14 | 3.17   | 鬥志：快歌指定賽                   | 何書宇（14名）                                                               |
| - 在本集徐熙娣和蔡康永正式代班主持《超級星光大道》。 - 開場表演：徐熙娣（熱情的沙漠/歐陽菲菲）。 - 本次評審：袁惟仁、黃韻玲、鄭建國、伍思凱、劉真 - 比賽規則：參賽者演唱一首快節奏的歌曲並搭配舞蹈演出，獲評審16分（含）以上者過關，反之則進入失敗區，並於比賽終了時決定淘汰人選，本集預計淘汰一人。 - 陳樂軒（Mambo No.5/盧貝加）17分。 - 何書宇（飛向陽光飛向你/脫拉庫）11分。 - 洪千涵（單身女子俱樂部/本多Ru Ru）17分。 - 康禎庭（你是壞人/楊丞琳）15分。 - 梁一貞（人來瘋/溫嵐）16分。 - 張心傑（寶貝對不起/草蜢）18分。 - 林鴻鳴（戰舞/王宏恩）16分。 - 許雨柔（MI/鄭秀文）18分。 - 方宥心（狠狠愛/徐若瑄）17分。 - 吳勇濱（墓仔埔也敢去/伍佰）18分。 - 吳德宏（向前走/林強）19分。 - 張涵雅（Sunny Day/李玟）15分。 〈2013、2018、2019入圍第24、29、30屆金曲獎最佳台語女歌手〉 - 夏政峰（我不會唱歌/周定緯）13分。 - 孫碧娜（日出/張惠妹）15分。 - 本集最高分的3組參賽者：吳德宏19分、張心傑18分、許雨柔18分、吳勇濱18分。 - 比賽結果：14名參賽者中，有9位選手過關，有5人失敗；1人遭到淘汰，共計13位參賽者晉級。 - 本集結尾特別播出黎礎寧在第三屆比賽的精華片段。黎礎寧在2008年11月12日疑因感情問題，於台中市自家汽車內燒炭自殺身亡，得年24歲。 |            |        |                                    |                                                                              |
| 13 | 2008/11/21 | 2.71   | 超越：評審指定曲                   | 梁一貞                                                                       |
| - 本集首次出現第六位評審「國民歌王」周華健，僅講評不參與打分。 - 於第二屆比賽及第三屆比賽擔任評審的「滅絕師太」黃小琥在本集首次出現在第四屆《超級星光大道》評審陣容。 - 開場表演：周華健（明天我要嫁給你/周華健）、袁惟仁（Sweet Child O' Mine/槍與玫瑰Guns N' Roses）、徐熙娣（至少還有你/林憶蓮）。 - 本次評審：袁惟仁、黃韻玲、鄭建國、黃小琥、伍思凱、周華健（不評分） - 比賽規則：參賽者演唱一首評審指定歌曲，獲評審16分（含）以上者過關，反之則進入失敗區，並於比賽終了時決定淘汰人選，本集預計淘汰一人。而本集分數在前三位的參賽者，將可以角逐擔任周華健演唱會嘉賓資格。 - 方宥心（親愛的你怎麼不在身邊/江美琪）16分。 〈國台語唱腔不分，自我風格不明顯〉 - 洪千涵（For No Reason/王若琳）18分。 〈挑戰不規則尾音處理，加強個人特色〉 - 夏政峰（陽光宅男/周杰倫）16分。 〈加強節奏，咬字不清〉 - 陳樂軒（記念/蔡健雅）18分。 〈改進咬字，增加自彈自唱的功力〉 - 張涵雅（愛/莫文蔚）16分。 〈增加口氣的張力，挑戰低音情感〉 〈2013、2018、2019入圍第24、29、30屆金曲獎最佳台語女歌手〉 - 林鴻鳴（Kiss Goodbye/王力宏）20分。 〈跳脫搖滾嘶吼，嘗試不同曲風〉 - 康禎庭（癢/黃齡）21分。 - 許雨柔（無底洞/蔡健雅）15分。 〈旋律流暢性的掌握，唱出歌曲層次〉 - 張心傑（對不起謝謝/陳奕迅）16分。 〈嘗試成熟的曲風，挑戰不落俗套唱法〉 - 梁一貞（會呼吸的痛/梁靜茹）14分。 〈情感詮釋薄弱，個人特色不突顯〉 - 吳勇濱（志明與春嬌/五月天）15分。 〈詮釋歌曲年輕化，增加音樂類型廣度〉 - 孫碧娜（祝福了/許茹芸）16分。 〈挑戰細緻語氣，國語歌詞的精準度〉 - 吳德宏（口是心非/張雨生）16分。 〈跳脫張雨生的唱法，增加歌曲的戲劇張力〉 - 本集最高分的3組參賽者：康禎庭21分、林鴻鳴20分、洪千涵18分、陳樂軒18分。 - 比賽結果：獲得擔任周華健演唱會嘉賓的參賽者是康禎庭和林鴻鳴。13名參賽者中，有10位選手過關，有3人失敗；1人遭到淘汰，共計12位參賽者晉級。 |            |        |                                    |                                                                              |
| 14 | 2008/11/28 | 2.59   | 開戰：歌手．藝人踢館賽（上）       | 無                                                                           |
| - 本次評審：袁惟仁、鄭建國、黃小琥、伍思凱、康康 - 比賽規則：歌手及藝人以抽籤方式決定PK對象，兩方分數較高者勝出，若同分則立即進行30秒清唱PK，落敗的參賽者將進入失敗區等待，並於下集決定淘汰人選，下集預訂淘汰一人。 - 本集與參賽者PK的歌手及藝人〈以出場次序排列〉：米兒絲的Sunny、宋新妮、璽恩、林子良、潘嘉麗、藍又時 - 米兒絲的Sunny（不公平/蕭賀碩）11分PK孫碧娜（My Heart Will Go On/席琳狄翁）18分。 - 宋新妮（你快樂所以我快樂/王菲）13分PK林鴻鳴（為何你就這樣走/黃品源）18分。 - 中場表演：林鴻鳴的母親（輕煙/劉家昌）。 - 璽恩（怕你不了解/柯以敏）16分PK許雨柔（自言自語/范曉萱）14分。 - 林子良（三暝三日/吳宗憲）14分PK吳德宏（Missing You/范逸臣）16分。 - 潘嘉麗（永遠等待/順子）15分PK張涵雅（聽你聽我/張惠妹）15分。 - 30秒清唱PK：潘嘉麗（春去春又回/陳淑樺）15分PK張涵雅（不要亂說/張惠妹）19分。 - 藍又時（無所謂/蔡健雅）19分PK吳勇濱（疼你若生命/蔡小虎）18分。 - 比賽結果：總共12位選手，有6位選手登場，有4位選手過關，2位PK失敗。 - 終場表演：吳勇濱（Waiting for you/胡彥斌），這是他給陶晶瑩的禮物。 |            |        |                                    |                                                                              |
| 15 | 2008/12/05 | 2.72   | 開戰續章：歌手．藝人踢館賽（下）   | 許雨柔（13名）                                                               |
| - 本次評審：袁惟仁、鄭建國、黃小琥、伍思凱、康康 - 比賽規則：歌手及藝人以抽籤方式決定PK對象，兩方分數較高者勝出，若同分則立即進行30秒清唱PK，落敗的參賽者將進入失敗區等待，並於下集決定淘汰人選，下集預訂淘汰一人。 - 本集與參賽者PK的歌手及藝人〈以出場次序排列〉：謝忻、劉虹翎、何維健、陳嘉唯、蔡詩蕓、祝釩剛 - 謝忻（流水年華/鳳飛飛）12分PK夏政峰（愛我別走/張震嶽）15分。 - 劉虹翎（防空洞/戴佩妮）15分PK張心傑（真實/張惠妹）21分。 - 何維健（記得/張惠妹）16分PK康禎庭（瘋子/許哲珮）21分。 - 中場表演：何維健（收藏/蕭敬騰）+（洋蔥/楊宗緯）+（伯樂/林宥嘉）。 - 陳嘉唯（衝動/張惠妹）15分PK陳樂軒（You Raise Me Up/Josh Groban）15分。 - 30秒清唱PK：陳嘉唯（His Eye Is on the Sparrow/Lynda Randle）15分PK陳樂軒（When You Say Nothing At All/Ronan Keating）17分。 - 中場表演：徐熙娣（衝動/張惠妹）。 - 蔡詩蕓（Greatest Love of All/惠妮休斯頓）15分PK洪千涵（假面的告白/蔡依林）16分。 - 祝釩剛（原諒我/蕭敬騰）19分PK方宥心（空笑夢/江蕙）19分。 - 30秒清唱PK：祝釩剛（Back at One/Brian McKnight）18分PK方宥心（失去/同恩）18分。 - 最後由評審討論後，判定由祝釩剛獲勝。 - 比賽結果：12名參賽者中，有9位選手過關，有3人PK失敗；1人遭到淘汰，共計11位參賽者晉級。 |            |        |                                    |                                                                              |
| 16 | 2008/12/12 | 2.37   | 求勝：一對一踢館賽 PART I          | 吳德宏                                                                       |
| - 本次評審：袁惟仁、黃韻玲、黃小琥、伍思凱、康康 - 比賽規則：踢館者以抽籤方式決定PK對象，兩方分數較高者勝出，若踢館者獲勝或打和，可選擇一萬元獎金或者在下集再次挑戰的資格；落敗的參賽者將進入失敗區，並於比賽終了時，決定淘汰人選，本集預訂淘汰一人。 - 來參加踢館賽的踢館者：〈依上場順序〉趙泓捷、洪愛莉、莊瑋豪、李婭莎〈超偶四2、2013第24屆金曲獎最佳台語女歌手〉、曾萬青、劉康祥〈六17〉、鍾沛真、柯曉龍+高喬中、方平、胡采書〈五10〉、張力仁。 - 趙泓捷（我無所謂/張惠妹）11分PK林鴻鳴（我要快樂/張惠妹）15分。 - 洪愛莉（我愛過/江蕙）13分PK陳樂軒（夜來香/陶喆）15分。 - 莊瑋豪（恰似你的溫柔/蔡琴）17分PK吳勇濱（塵緣/費玉清）15分。 - 李婭莎（月光愛人/李玟）17分PK張涵雅（荒唐/溫嵐）17分。 〈兩人都有在2013入圍第24屆金曲獎最佳台語女歌手，最後由李婭莎獲得〉 - 曾萬青（女人的選擇/姜育恆）16分PK洪千涵（Stand by Me/Ben E King）14分。 - 劉康祥（離歌/信樂團）16分PK夏政峰（傘下/張宇）17分。 - 鍾沛真（忘不了/順子）15分PK方宥心（鼓聲若響/新寶島康樂隊）15分。 - 柯曉龍+高喬中（陌生人/Soler）14分PK張心傑（別怕我傷心/張信哲）17分。 - 方平（No One/Alicia Keys）15分PK孫碧娜（今晚你想念的人是不是我/A-Lin黃麗玲）18分。 - 胡采書（燃燒/孫楠）14分PK康禎庭（我的快樂/錦繡二重唱）17分。 - 張力仁（洗牌/李玖哲）19分PK吳德宏（哭砂/林志炫）13分。 - 比賽結果：11名參賽者中，有8位選手過關，有3人PK失敗；1人遭到淘汰，共計10位參賽者晉級。 |            |        |                                    |                                                                              |
| 17 | 2008/12/19 | 2.78   | 拼勁：一對一踢館賽 PART II         | 夏政峰（12名）                                                               |
| - 開場表演：伍佰（太空彈/伍佰）。 - 本次評審：袁惟仁、伍思凱、康康、彭佳慧、伍佰 - 比賽規則：踢館者以抽籤方式決定PK對象，兩方分數較高者勝出，若踢館者獲勝或打和，可選擇一萬元獎金或者在下集再次挑戰的資格；落敗的參賽者將進入失敗區，並於比賽終了時，決定淘汰人選，本集預訂淘汰一人。 - 來參加踢館賽的踢館者：〈依上場順序〉莊瑋倫、鍾沛真、王曉鋒、曾萬青、連偉迪、李婭莎〈超偶四2、2013第24屆金曲獎最佳台語女歌手〉、嚴光彥、莊瑋豪、吳易澤、張力仁。 - 莊瑋倫（還是朋友/張雨生）14分PK方宥心（我給的愛/楊乃文）15分。 - 鍾沛真（第一個清晨/王力宏）14分PK康禎庭（沉迷/梁詠琪）24分。 - 王曉鋒（情牢/李克勤）10分PK孫碧娜（玫瑰人生/許景淳）17分。 - 曾萬青（想愛你/黃大煒）16分PK張心傑（圓夢/康晉榮）13分。 - 連偉迪（藍夜/江得勝）15分PK吳勇濱（恩情沒人可比/孫淑媚）15分。 - 李婭莎（I will be fine/順子）17分PK張涵雅（一定要幸福/陳小春）18分。 〈兩人都有在2013入圍第24屆金曲獎最佳台語女歌手，最後由李婭莎獲得〉 - 嚴光彥（天天/陶喆）14分PK陳樂軒（How to Save a Life/The Fray）18分。 - 莊瑋豪（離開我/陶晶瑩）15分PK夏政峰（宇宙/展翼）14分。 - 吳易澤（藍雨/張學友）16分PK洪千涵（大雨的夜裡/張清芳）17分。 - 張力仁（她來聽我的演唱會/張學友）16分PK林鴻鳴（無聲的所在/伍佰）17分。 - 比賽結果：10名參賽者中，有8位選手過關，有2人PK失敗；1人遭到淘汰，共計9位參賽者晉級。 |            |        |                                    |                                                                              |
| 18 | 2008/12/26 | 2.93   | 請益：連續PK抗壓賽（上）           | 方宥心                                                                       |
| - 在本集張惠妹正式蔡康永搭配代班主持《超級星光大道》。 - 星光四班選手與踢館者進行兩階段連續PK，本週淘汰一人，其餘8名選手下週比賽再淘汰一人，本集和下集總分前三高者，將可獲得張惠妹演唱會門票VIP座位。 - 本次評審：袁惟仁、黃韻玲、鄭建國、黃小琥、伍思凱 - 比賽規則：踢館者以抽籤方式決定PK對象，兩方分數較高者勝出；若踢館者獲勝，可獲得一萬元獎金；若是打和，參賽者獲得評審15分（含）以上者才算過關；落敗的參賽者將進入失敗區，並於比賽終了時決定淘汰人選，本集預訂淘汰一人。 - 來參加踢館賽的踢館者：〈依上場順序〉陳鴻碩、連偉迪、莊瑋豪、陳奕伸、黃浩詠、古孟杰、曾萬青、張英勝、高慧茹。 - 中場表演：陳鴻碩（我恨我愛你/張惠妹）。 - 陳鴻碩（說不出的告別/林志炫）15分PK張心傑（重傷的汗水/動力火車）15分。 - 連偉迪（讓/楊宗緯）14分PK方宥心（雪花/中島美嘉）12分。 - 莊瑋豪（人質/張惠妹）13分PK洪千涵（彩虹/梁靜茹）13分。 - 中場表演：莊瑋豪+張惠妹（人質/張惠妹）。 - 陳奕伸（我最搖擺/庾澄慶）15分PK孫碧娜（哭了/范曉萱）19分。 - 黃浩詠（靠近/庾澄慶）17分PK林鴻鳴（溫柔/五月天）18分。 - 古孟（愛從昨夜就停了/黃大煒）19分PK張涵雅（勇敢一點/趙傳）19分。 - 中場表演：張涵雅（記得/張惠妹）、張惠妹（記得/張惠妹）。 - 曾萬青（好男人/張鎬哲）14分PK康禎庭（一個人跳舞/張惠妹）16分。 - 張英勝（普通朋友/陶喆）20分PK陳樂軒（蝴蝶/陶喆）16分。 - 高慧茹（白天不懂夜的黑/那英）17分PK吳勇濱（愛到無命不知驚/王識賢）16分。 - 比賽結果：9名參賽者中，有5位選手過關，有4人PK失敗；1人遭到淘汰，共計8位參賽者晉級。 |            |        |                                    |                                                                              |
| 19 | 2009/01/02 | 2.65   | 請益續章：連續PK抗壓賽（下）       | 洪千涵（11名）                                                               |
| - 在本集張惠妹正式蔡康永搭配代班主持《超級星光大道》。 - 星光四班選手與踢館者進行兩階段連續PK，本週淘汰一人，其餘8名選手下週比賽再淘汰一人，本集和下集總分前三高者，將可獲得張惠妹演唱會門票VIP座位。 - 本次評審：袁惟仁、黃韻玲、鄭建國、黃小琥、伍思凱 - 比賽規則：踢館者以抽籤方式決定PK對象，兩方分數較高者勝出；若踢館者獲勝，可獲得一萬元獎金；若是打和，參賽者獲得評審15分（含）以上者才算過關；落敗的參賽者將進入失敗區，並於比賽終了時決定淘汰人選，本集預訂淘汰一人。 - 來參加踢館賽的踢館者：〈依上場順序〉陳鴻碩、蔡絜如、李今平、連偉迪、尤鴻銘、古孟杰、張英勝、高慧茹。 - 陳鴻碩（太想愛你/張信哲）14分PK洪千涵（我的愛/孫燕姿）14分。 - 蔡絜如（假如/信樂團）13分PK吳勇濱（老情歌/呂方）15分。 - 中場表演：張惠妹（浪花節人生/小林幸子）。〈望月想愛人〉 - 李今平（無樂不作/范逸臣）16分PK張心傑（割愛/萬芳）20分。 - 連偉迪（愛如潮水/張信哲）19分PK林鴻鳴（愛死你/莫文蔚+柯有綸）24分。 - 尤鴻銘（做不到/庾澄慶）16分PK康禎庭（掙脫/王菲）16分。 - 中場表演：張惠妹（掙脫/王菲）。 - 古孟（藍天/張惠妹）14分PK張涵雅（牽手/蘇芮）16分。 - 中場表演：張惠妹+黃小琥（藍天/張惠妹）。 - 張英勝（祝福/張學友）19分PK陳樂軒（When You Say Nothing At All/Ronan Keating）19分。 - 高慧茹（原來你什麼都不要/張惠妹）19分PK孫碧娜（Love is Over/歐陽菲菲）20分。 - 比賽結果：林鴻鳴、孫碧娜獲得張惠妹演唱會門票VIP座位。8名參賽者中，有7位選手過關，有1人PK失敗；1人遭到淘汰，共計7位參賽者晉級。 |            |        |                                    |                                                                              |
| 20 | 2009/01/09 | 1.87   | 機會：資格決定賽                   | 復活成功： 方宥心、吳德宏、梁一貞                                            |
| - 在本集由星光一班「星光四少」林宥嘉、周定緯、潘裕文及許仁正式和蔡康永搭配代班主持《超級星光大道》。 - 放棄參賽：夏政峰。〈想重新學習唱歌及舞蹈，再讓大家看到全新的自己〉 - 本集以在PK賽（第14-19集）中遭到淘汰的參賽者當中，於本集的比賽中獲得重返星光舞台（敗部復活）的機會。由於本來擁有角逐敗部復活名額的夏政峰決定放棄敗部復活，名額由在評審指定曲（第13集）中遭到淘汰的梁一貞替補。 - 本次評審：袁惟仁、黃韻玲、鄭建國、伍思凱、彭佳慧 - 比賽規則：星光四班敗部選手與踢館者各自演唱一首歌曲，分數前五高分者，若是星光四班選手將可以重返星光舞台，而踢館者則可獲得兩萬元獎金。 - 連偉迪（永遠的第一天/王力宏）16分。 - 梁一貞（Loving You/蜜妮萊普頓）17分。 - 張力仁（單數/曹格）15分。 - 洪千涵（尼可拉斯/陳珊妮）10分。 - 李婭莎（Fallin'/艾莉西亞凱斯）17分。 〈2012、2013、2017入圍第23、24、28屆金曲獎台語女歌手及台語專輯獎，最後得到第24屆台語女歌手〉 - 許雨柔（飄著/孫燕姿）16分。 - 古孟（天亮以後說分手/信樂團）14分。 - 方宥心（媽媽/洪榮宏）19分。 - 曾萬青（偏心/那英）14分。 - 張英勝（Love Story/安迪威廉斯）20分。 - 高慧茹（回家/順子）19分。 - 吳德宏（Johnny B. Goode/Chuck Berry）18分。 - 復活失敗：洪千涵、許雨柔。 - 比賽結果：5名參賽者和7名踢館者中，有6人拿下前五高分，分別是張英勝、方宥心、高慧茹、吳德宏、梁一貞及李婭莎。由張英勝、高慧茹、李婭莎獲得二萬元；而方宥心、吳德宏、梁一貞重回星光四班。 - 星光四班終極十強（以目前總分成績排列）：林鴻鳴、孫碧娜、康禎庭、陳樂軒、張心傑、張涵雅、吳勇濱、方宥心、吳德宏、梁一貞 |            |        |                                    |                                                                              |
| 21 | 2009/01/16 | 2.00   | 潛能：突破自我挑戰賽               | 無                                                                           |
| - 本次評審：袁惟仁、黃韻玲、鄭建國、伍思凱、彭佳慧 - 比賽規則：參賽者將挑戰突破自我的歌曲，最高分者可以得到飛利浦高級家庭劇院組，本集不淘汰參賽者。 - 陳樂軒（世界唯一的妳/曹格）16分。 - 梁一貞（過敏/楊丞琳）14分。 - 張涵雅（崇拜/梁靜茹）13分。 〈2013、2018、2019入圍第24、29、30屆金曲獎最佳台語女歌手〉 - 林鴻鳴（Susan說/陶喆）20分。 - 吳德宏（陌生人/蔡健雅）11分。 - 方宥心（舞孃/陳珊妮）20分。 - 中場表演：林宥嘉（舞孃/蔡依林）。 - 張心傑（等我回來/郭富城）16分。 - 中場表演：周定緯（等我回來/郭富城）+（對你愛不完/郭富城）。 - 吳勇濱（你愛的不是我/施文彬）11分。 - 康禎庭（High歌/黃齡）19分。 - 孫碧娜（玫瑰香/林憶蓮）15分。 - 30秒清唱PK：方宥心（望月想愛人/洪榮宏）16分PK林鴻鳴（翅膀之歌/動力火車）16分。 - 比賽結果：由方宥心和林鴻鳴得到最高20分，兩人清唱pk仍同分，最後由評審決定由林鴻鳴獲得獎品飛利浦家庭劇院組。 |            |        |                                    |                                                                              |
| 22 | 2009/01/23 | 2.46   | 迷宮：電視電影指定曲               | 第十：吳勇濱                                                                 |
| - 在本集「可愛教主」楊丞琳正式和蔡康永搭配代班主持《超級星光大道》。 - 在本集獲得18分（含）以上的參賽者可以得到價值一萬元的服飾禮券。 - 本次評審：袁惟仁、黃韻玲、鄭建國、伍思凱、彭佳慧 - 比賽規則：參賽者演唱一首電視或電影的歌曲，獲得評審18分（含）以上者過關，反之則進入失敗區，並於比賽終了時決定淘汰人選，本集預計淘汰一人。 - 陳樂軒（海闊天空/Beyond）20分。 〈電影：籠民的主題曲〉 - 中場表演：梁一貞+楊丞琳（可愛/楊丞琳）。 - 梁一貞（How do I Live/崔夏宜爾伍）16分。 〈電影：空中監獄的主題曲〉 - 張涵雅（我記得你眼裡的依戀/萬芳）15分。 〈電視劇：再世情緣的主題曲〉 〈2013、2018、2019入圍第24、29、30屆金曲獎最佳台語女歌手〉 - 中場表演：林鴻鳴（任意門/楊丞琳）。 - 林鴻鳴（風雲/江得勝）16分。 〈電視劇：風雲的主題曲〉 - 吳德宏（魯冰花/曾淑勤）19分。 〈電影：魯冰花的主題曲〉 - 張心傑（你的樣子/羅大佑）17分。 〈電影：又見阿郎的主題曲〉 - 康禎庭（Lydia/F.I.R）19分。 〈電視劇：鬥魚的插曲〉 - 方宥心（陪我看日出/蔡淳佳）21分。 〈電視劇：可愛的女人的主題曲〉 - 孫碧娜（迷宮/王若琳）21分。 〈電視劇：美味關係的插曲〉 - 吳勇濱（愛甲超過/向蕙玲）14分。 〈電視劇：台灣霹靂火的主題曲〉 - 比賽結果：10名參賽者中，有5位選手過關，有5人失敗；1人遭到淘汰，共計9位參賽者晉級。 |            |        |                                    |                                                                              |
| - | 2009/01/25 | -      | 除夕特別節目：牛轉乾坤旺旺來       | -                                                                            |
| - 開場表演： - 林宥嘉+潘裕文+安伯政+Maniac+康禎庭+吳勇濱+張心傑+吳德宏+Freaky Kiownz（拜年/鍾盛忠+童欣）。 - 賴聖恩+林雨宣+爵劇影色舞團+林芯儀+徐佳瑩+簡鳳君+黑角（恭喜發財/中國娃娃）。 - 林鴻鳴+孫碧娜+張涵雅+陳樂軒+Turn Out+周定緯+許仁杰+錢帥君+I.Candy（迎春花/鄧麗君）。 - 梁文音+曾沛慈+吳忠明+Monster+李千娜+魏如昀+林佩瑤+葉瑋庭+Whatever B（恭喜恭喜/中國娃娃）。 - 賴琳恩+梁一貞+方宥心+台灣龍捲風（拜大年/費玉清）。 - 趙正平+林智賢+梁赫群+法老與舞姬（賀新年/金銘）。 - 全體人員（廟會/王夢麟）。 - 主持人： - 白隊主持人：王怡仁、陳建州。 - 紅隊主持人：劉真、曾國城。 - 本次評審：袁惟仁、黃韻玲、康康、Kimiko、張勝豐 - 比賽規則：紅白兩隊進行各項PK，每一場優勝者可進行戳戳樂，以舞林大道的標準計分，就是滿分為50分，每個評審分別有1分到10分的牌子；總積分最高分的隊伍可獲得微風廣場十萬塊禮券。 - 兩隊隊員： - 白隊隊員：林宥嘉〈一1〉、潘裕文〈一3〉、安伯政〈一10〉、Maniac、賴聖恩〈三5〉、林雨宣〈三8〉、爵劇影色舞團、林鴻鳴〈四3〉、孫碧娜〈四6〉、張涵雅〈四8〉、陳樂軒〈四9〉、Turn Out、梁文音〈二2〉、曾沛慈〈二6〉、吳忠明〈二4〉、Monster、賴琳恩、梁一貞〈四5〉、方宥心〈四1〉、台灣龍捲風。 - 紅隊隊員：康禎庭〈四4〉、吳勇濱〈四10〉、張心傑〈四2〉、吳德宏〈四7〉、Freaky Kiownz、林芯儀〈三2〉、徐佳瑩〈三1〉、簡鳳君〈三4〉、黑角、周定緯〈一2〉、許仁杰〈一7〉、錢帥君、I.Candy、李千娜〈二10〉、魏如昀〈二8〉、林佩瑤〈二9〉、葉瑋庭〈二3〉、Whatever B、趙正平、林智賢、梁赫群、法老與舞姬。 - 第一組： - 白隊：梁一貞（Venus/孫燕姿）41分。 - 紅隊：林芯儀（牽手/張惠妹）45分。 - 第二組： - 白隊：林雨宣（河堤上的傻瓜/金智娟）41分。 - 紅隊：康禎庭（打噴嚏/嚴爵）42分。 - 中場表演：景行廳男孩（笨小孩/劉德華+柯受良+吳宗憲）11分 - 第三組： - 白隊：曾沛慈+Monster（Girlfriend/Avril Lavigne）47分。 - 紅隊：許仁杰+Freaky Kiownz（Because you're good to me/陳奕迅）42分。 - 中場表演：與法老與舞姬帶來舞蹈表演舞蹈名稱叫做「龍鳳配」17分 - 第四組： - 白隊：林宥嘉（愛情研究院/林強）50分。 - 紅隊：徐佳瑩（P.S.我愛你/A-Lin黃麗玲）50分。 - 中場表演：張勝豐+Turn out+WhateverB(春悅）。 - 第五組： - 白隊：林鴻鳴（I was born to love you/Queen)。 - 紅隊：魏如昀（光之翼/王菲）。 - 中場表演：李千娜+曾國城（小姐請你乎我愛/羅時豐+王瑞霞）42分/曾沛慈+陳建州（黑白配/范瑋琪）44分。 - 第六組： - 白隊：錢帥君+I.Candy(復古賀新春）。 - 紅隊：賴琳恩+爵劇影色舞團（非得愛琳）。 - 第七組： - 白隊：安伯政+方宥心（愛情限時批/伍佰+萬芳）43分。 - 紅隊：李千娜+吳勇濱（破鏡重圓/龍千玉+翁立友）42分。 - 第八組： - 白隊：孫碧娜（冬天裡的一把火/高凌風）42分。 - 紅隊：簡鳳君（武裝的薔薇/神木與瞳）45分。 - 第九組： - 白隊：吳忠明+張涵雅（Endless love/Diana Ross+Lionel Richie）50分。 - 紅隊：張心傑+林佩瑤（製造浪漫/陳慧琳+鄭中基）44分。 - 第十組： - 白隊：賴聖恩+Maniac（完美的互動/王力宏）+（放開你的心/王力宏）47分。 - 紅隊：葉瑋庭+Whatever B（One night only/碧昂絲）50分。 - 第十一組： - 白隊：潘裕文（黑色柳丁/陶喆）45分。 - 紅隊：黃靖倫（要知道你的感覺/陳曉東）47分。 - 第十二組： - 白隊：梁文音（越來越不懂/蔡健雅）45分。 - 紅隊：周定緯（天真/杜德偉）50分。 - 30秒清唱PK：周定緯（So what/周定緯）49分/梁文音（最幸福的事/梁文音）50分。 - 比賽結果：白隊獲勝。 |            |        |                                    |                                                                              |
| 23 | 2009/01/30 | 2.18   | 顛覆：老歌新唱挑戰賽               | 第九：陳樂軒                                                                 |
| - 本次評審：袁惟仁、黃韻玲、鄭建國、伍思凱、彭佳慧 - 比賽規則：參賽者挑戰老歌新唱，獲得評審18分（含）以上者過關，反之則進入失敗區，並於比賽終了時決定淘汰人選，本集預計淘汰一人。 - 中場表演：袁惟仁（岷江夜曲/吳鶯音）。 - 梁一貞（意難忘/美黛）20分。 〈1963年美黛演唱的意難忘是改編自日本歌曲《東京夜曲》，美黛優美的歌聲深受觀眾的喜愛，創造了超過百萬張的銷售成績〉 - 中場表演：梁一貞的媽媽（意難忘/美黛）。 - 陳樂軒（Leaving on a jet plane/John Denver）15分。 〈1984年約翰丹佛是70年代紅極一時的鄉村音樂作曲家，此歌更是電影「世界末日」的插曲、「航站情緣」的主題曲〉 - 張涵雅（天下的媽媽都是一樣的/楊耀東）22分。 〈1989由楊耀東作詞作曲兼演唱的《天下媽媽都是一樣的》，輕快的曲風和俏皮的歌詞讓人記憶猶新〉 - 林鴻鳴（一代女皇/金佩姍）18分。 〈1985年電視劇《一代女皇》由潘迎紫領銜主演，在當時創下百分之51.4的超高收視，而主題曲也是傳唱大街小巷歷久不衰〉 - 張心傑（青梅竹馬/周治平）21分。 〈1990年《青梅竹馬》專輯詞曲都由周治平一手創作，清新風格風靡全台〉 - 吳德宏（小雨打在我身上/劉文正）15分。 - 中場表演：伍思凱（小雨打在我身上/劉文正）。 - 康禎庭（但是又何奈/崔苔菁）20分。 〈1980年崔苔菁在70年代紅極一時，有著「一代妖姬」之稱〉 - 中場表演：楊丞琳（蘋果花/楊燕）。 - 方宥心（蘋果花/楊燕）25分。 〈楊燕當初以一曲《蘋果花》竄紅，被譽「蘋果花」歌后〉 - 孫碧娜（阿里郎/韓國民謠）20分。 - 星光音樂教室： - 雷鬼樂是1960年後期牙買加的流行音樂之一，融合美國節奏藍調與拉丁音樂，與一般流行樂的大鼓重音落在一、三拍不同，雷鬼樂的重音落在第二和第四拍。〈演唱上注意重點：在詮釋時可故意拖拍，著重在拍子的後面半拍，呈現出有「跳躍」感覺的演唱風格〉 - Bossa Nova在1950年代末期的巴西興起，由作曲大師Antonio Carlos Jobin推廣融合巴西森巴舞曲和美國酷派爵士，近期代表歌手小野麗莎。Bossa Nova呈現輕鬆柔和與慵懶甜美的感覺，音樂節奏的重拍落在拍子的第二拍與第四拍。〈詮釋上注意重點：演唱者本身要很放鬆很自在，需要用到很多氣音的方式去表達〉 - 爵士樂誕生在19世紀末，是一種起源於非洲黑人音樂，最後在美國成形的音樂形式，「頑皮豹」的配樂可歸類於爵士樂。爵士樂風格重要的特質是「搖擺的感覺」，音樂節奏很有呼吸性及很有規律性。〈爵士樂演唱的精神：隨性〉 - 搖滾樂在1950年代發源於美國，以黑人音樂和藍調為基礎，近期華人搖滾樂代表是阿密特。搖滾樂在演奏時選擇音色較強硬的樂器。代表樂器就是電吉他。〈搖滾樂演唱重點：唱腔要有力度、強調音準〉 - 靈魂樂（Soul）在1950年代源自美國，結合了節奏藍調和福音音樂，節奏很跳躍、鼓的碎點很多，而摩頓（Motown）是靈魂樂的一種，Motown比靈魂樂更商業化，音樂節奏更簡單，它的音樂類型華語作品有羅志祥的蝴蝶秀。 - 本集比賽中，方宥心以楊燕的《蘋果花》一曲拿下25分滿分，是第四屆比賽中出現的首次滿分，也得到技嘉個人行動電腦。 - 30秒清唱PK：陳樂軒（All by myself/Celine Dion）16分PK吳德宏（落雨聲/江蕙）17分。 - 比賽結果：9名參賽者中，有7位選手過關，有2人失敗；1人遭到淘汰，共計8位參賽者晉級。 |            |        |                                    |                                                                              |
| 24 | 2009/02/06 | 3.00   | 助力：默契合唱考驗賽               | 第八：張涵雅                                                                 |
| - 在本集黃嘉千及陳怡蓉正式和蔡康永搭配代班主持《超級星光大道》。 - 在本集兩環節合計獲得36分（含）以上的參賽者可以得到價值一萬元的Nike等值商品。 - 開場表演：陳怡蓉（鴨子/蘇慧倫）。 - 本次評審：袁惟仁、黃韻玲、鄭建國、伍思凱、康康 - 比賽規則：比賽分兩階段，第一階段參賽者演唱一首老戰友〈已被淘汰的星光四班選手〉曾經詮釋過的歌曲；第二階段參賽者與老戰友合唱一首歌曲，兩階段合計獲評審36分（含）以上者過關，反之則進入失敗區，並於比賽終了時決定淘汰人選，本集預計淘汰一人。 - 第一輪：〈老戰友唱過歌曲〉 - 梁一貞（Forever Love/王力宏）15分。 - 林鴻鳴（真的嗎/莫文蔚）18分。 - 張涵雅（傘下/張宇）10分。 - 張心傑（心動/林曉培）17分。 - 方宥心（無字的情批/黃乙玲）20分。 - 吳德宏（妳不愛我/康晉榮）11分。 - 康禎庭（自言自語/范曉萱）18分。 - 孫碧娜（Amazing Grace/Leann Rimes）17分。 - 第二輪：〈與老戰友合唱〉 - 本集與參賽者合唱的老戰友（以出場次序排列）：王聖凱、洪千涵、夏政峰、范文凱、吳勇濱、何書宇、許雨柔、陳樂軒。 - 梁一貞+王聖凱（直覺/Soler）17分。 - 林鴻鳴+洪千涵（純真/梁靜茹）14分。 - 張涵雅+夏政峰（Bad Boy/張惠妹）18分。 - 張心傑+文凱（認錯/優客李林）20分。 - 方宥心+吳勇濱（翹腳髯鬍鬚/方順吉+方婉真+蕭玉芬）18分。 - 吳德宏+何書宇（3 7 20 1/曹格）18分。 - 康禎庭+許雨柔（開到荼蘼/王菲）18分。 - 孫碧娜+陳樂軒（More than words/Extreme）20分。 - 本週兩輪成績總和：方宥心38分、張心傑37分、孫碧娜37分、康禎庭36分、梁一貞32分、林鴻鳴32分、吳德宏29分、張涵雅28分。 - 比賽結果：8名參賽者中，有4位選手過關，有4人失敗；1人遭到淘汰，共計7位參賽者晉級。 |            |        |                                    |                                                                              |
| 25 | 2009/02/13 | 2.67   | 體悟：天堂High歌 vs. 地獄悲歌      | 第七：吳德宏                                                                 |
| - 在本集黃嘉千和蔡康永搭配代班主持《超級星光大道》。 - 兩輪合計獲評審36分（含）以上者過關，過關的人可獲得櫝村秀一萬元等值保養品。 - 開場表演：黃嘉千（我的心裡只有你沒有他/靜婷）。 - 本次評審：袁惟仁、黃韻玲、鄭建國、伍思凱、康康 - 比賽規則：比賽分兩輪，第一輪參賽者需演唱一首代表天堂的快樂歌曲；第二輪則演唱代表地獄的悲傷歌曲，兩輪合計獲評審36分（含）以上者過關，反之則進入失敗區等待，並於比賽終了時決定淘汰人選，本集預計淘汰一人。 - 第一輪：〈天堂High歌〉 - 梁一貞（王八蛋/陶喆）19分。 - 吳德宏（海海人生/陳盈潔）14分。 - 林鴻鳴（I Feel Good/James Brown）25分。 - 方宥心（第一天/孫燕姿）16分。 - 張心傑（你快樂所以我快樂/動力火車）20分。 - 康禎庭（幸福合作社/范曉萱）14分。 - 孫碧娜（一切很美因為有你/陳慧琳）16分。 - 中場表演：江鑫浪（戀歌/洪榮宏）。 - 第二輪：〈地獄悲歌〉 - 梁一貞（陰天/莫文蔚）19分。 - 吳德宏（不要怪我/動力火車）11分。 - 林鴻鳴（我不難過/孫燕姿）18分。 - 方宥心（偏見/梁詠琪）16分。 - 張心傑（曲終人散/張宇）18分。 - 康禎庭（慢慢/張學友）18分。 - 孫碧娜（改變/黃韻玲）21分。 - 本集比賽中，林鴻鳴以《I Feel Good》一曲（原唱為James Brown）拿下25分滿分，是第四屆比賽中出現的第二次滿分。 - 本週兩輪成績總和：林鴻鳴43分、梁一貞38分、張心傑38分、孫碧娜37分、康禎庭32分、方宥心32分、吳德宏25分。 - 比賽結果：7名參賽者中，有4位選手過關，有3人失敗；1人遭到淘汰，共計6位參賽者晉級。 |            |        |                                    |                                                                              |
| 26 | 2009/02/20 | 2.64   | 積分賽(一) 推手：歌手合唱賽        | 無                                                                           |
| - 在本集黃嘉千及陳怡蓉和蔡康永搭配代班主持《超級星光大道》。 - 本集正式進入冠軍積分賽程，四場積分賽及總決賽第一環節佔百分之四十，總決賽第二環節佔百分之四十，觀眾簡訊投票佔百分之二十，總分最高者即為冠軍。 - 本集最高分的參賽者可以獲得卡拉OK液晶電視。 - 本次評審：袁惟仁、黃韻玲、鄭建國、伍思凱、康康 - 比賽規則：比賽分兩階段，第一階段參賽者先各自演唱一首歌手的成名曲，第二階段則和歌手合唱一首歌曲，兩首歌曲獨立計分，兩次演唱的分數相加，即為首次積分賽分數，分數將累加到總冠軍賽，本集不淘汰參賽者。 〈播出方式是以一位選手連續演唱兩首歌分別給分，而下面是有經過整理，以美觀的方式呈現〉 - 第一輪：〈偶像成名曲〉 - 梁一貞（回家/A-Lin黃麗玲）15分。 - 康禎庭（白色婚禮/許哲珮）19分。 - 孫碧娜（Bad Day/Daniel Powter）17分。 - 林鴻鳴（愛歸你/A-Lin黃麗玲）20分。 - 張心傑（還隱隱作痛/動力火車）19分。 - 方宥心（非常女/黃妃）23分。 - 中場表演：黃嘉千+陳怡蓉（小小姑娘/兒歌）。 - 第二輪：〈與偶像合唱〉 - 本集與參賽者合唱的歌手〈以出場次序排列〉：A-Lin、許哲珮、Daniel Powter、動力火車、黃妃。 - 梁一貞+A-Lin（Beautiful/克莉絲汀）19分。 - 康禎庭+許哲珮（汽球/許哲珮）15分。 - 孫碧娜+Daniel Powter（Whole World Around/Daniel Powter）18分。 - 林鴻鳴+A-Lin（Open Arms/Clay Aiken Kelly Clarkson）21分。 - 張心傑+動力火車（不甘心不放手/動力火車）20分。 - 方宥心+黃妃（無言花/江蕙）24分。 - 中場表演：張心傑+動力火車（彩虹/動力火車）、黃妃（非常女/黃妃）。 - 比賽結果：方宥心可以獲得卡拉OK液晶電視。目前暫時由方宥心、林鴻鳴、張心傑領先。 - 參賽者積分榜：方宥心47分、林鴻鳴41分、張心傑39分、孫碧娜35分、康禎庭34分、梁一貞34分。 |            |        |                                    |                                                                              |
| 27 | 2009/02/27 | 2.38   | 積分賽(二) 累積：拿手歌曲&2008新曲 | 無                                                                           |
| - 本集最高分的參賽者可以獲得新秀麗旅行箱。 - 在本集黃嘉千及陳怡蓉和蔡康永搭配代班主持《超級星光大道》。 - 開場表演：陳怡蓉（水查某/阿弟仔）。 - 本次評審：袁惟仁、鄭建國、伍思凱、康康、彭佳慧 - 比賽規則：比賽分兩階段，第一階段參賽者演唱一首拿手歌曲，第二階段則演唱一首2008年的新歌，兩首歌曲獨立計分，兩次演唱的分數相加，即為第二次積分賽分數，分數將累加到總冠軍賽，本集不淘汰參賽者。 - 第一輪：〈拿手歌曲〉 - 中場表演：彭佳慧（Killing Me Softly/Lauryn Hill）。 - 梁一貞（Killing Me Softly/Lauryn Hill）18分。 - 張心傑（戒不掉/庾澄慶）18分。 - 方宥心（尋/劉文正）21分。 - 康禎庭（相信/孫燕姿）19分。 - 林鴻鳴（Stairway to Heaven/齊柏林飛船）25分。 - 孫碧娜（All by myself/席琳狄翁）17分。 - 目前積分：方宥心68分、林鴻鳴66分、張心傑57分、康禎庭53分、孫碧娜52分、梁一貞52分。 - 第二輪：〈2008年的新歌〉 - 梁一貞（小小蟲/方大同）18分。 - 張心傑（壞人/方炯鑌）20分。 - 方宥心（這就是我/戴佩妮）20分。 - 康禎庭（說好的幸福呢/周杰倫）20分。 - 林鴻鳴（帶我走/楊丞琳）18分。 - 孫碧娜（思念/蔡健雅）16分。 - 本集比賽中，林鴻鳴在第一階段以Led Zeppelin的《Stairway to Heaven》一曲拿下25分滿分，是第四屆比賽中出現的第三次滿分。 - 比賽結果：林鴻鳴可以獲得新秀麗旅行箱。目前暫時由方宥心、林鴻鳴、張心傑領先。 - 參賽者積分榜：方宥心88分、林鴻鳴84分、張心傑77分、康禎庭73分、梁一貞70分、孫碧娜68分。 |            |        |                                    |                                                                              |
| 28 | 2009/03/06 | 2.60   | 積分賽(三) 無間：藝文團體合作賽    | 無                                                                           |
| - 本集最高分的參賽者可以獲得超薄型時尚電動跑步機。 - 本次評審：袁惟仁、黃韻玲、鄭建國、伍思凱、劉偉仁 - 比賽規則：比賽分兩階段，第一階段參賽者演唱一首拿手歌曲，第二階段則與藝文團體合作演出，兩首歌曲獨立計分，兩次演唱的分數相加，即為第三次積分賽分數，分數將累加到總冠軍賽，本集不淘汰參賽者。 - 第一輪：〈拿手歌曲〉 - 梁一貞（Walking by myself/Gary Moore）18分。 - 張心傑（白狐狸/王力宏）17分。 - 孫碧娜（難得/A-Lin黃麗玲）14分。 - 林鴻鳴（Always/Bon Jovi）18分。 - 方宥心（黑玫瑰/方瑞娥）20分。 - 康禎庭（末日之戀/張智成）20分。 - 目前積分：方宥心108分、林鴻鳴102分、張心傑94分、康禎庭93分、梁一貞88分、孫碧娜82分。 - 第二輪：〈與藝文團體合作〉 - 本集與參賽者合作的藝文團體〈以出場次序排列〉：舞工廠踢踏舞團、台北極鼓擊、台北愛樂青年管弦樂團、新世紀文化藝術團、河洛歌子戲團講師陳禹安、迷火佛朗明哥舞團。 - 中場表演：台北愛樂青年管弦樂團演奏（女人香/張學友）。 - 梁一貞+舞工廠踢踏舞團（人在雨中/張學友）18分。 - 張心傑+台北極鼓擊（紅紅青春敲呀敲/東方快車）22分。 - 孫碧娜+台北愛樂青年管弦樂團（落葉歸根/王力宏）17分。 - 林鴻鳴+新世紀文化藝術團（整晚的音樂/庾澄慶）20分。 - 方宥心+河洛歌子戲團講師陳禹安（郊道/凌波）18分。 - 康禎庭+迷火佛朗明哥舞團（愛色/高慧君）20分。 - 比賽結果：康禎庭可以獲得超薄型時尚電動跑步機。目前暫時由方宥心、林鴻鳴、張心傑領先。 - 參賽者積分榜：方宥心126分、林鴻鳴122分、張心傑116分、康禎庭113分、梁一貞106分、孫碧娜99分。 |            |        |                                    |                                                                              |
| 29 | 2009/03/13 | 2.72   | 積分賽(四) 關鍵：第六名決定賽      | 第六：孫碧娜                                                                 |
| - 本集成為第六名的參賽者可以獲得價值三萬元的Porter禮品。 - 本次評審：袁惟仁、鄭建國、伍思凱、彭佳慧、張勝豐 - 比賽規則：比賽分兩階段，第一階段參賽者演唱一首拿手歌曲，第二階段則與舞蹈團體合作演出，兩首歌曲獨立計分，兩次演唱的分數相加，即為第四次積分賽分數，分數將累加到總冠軍賽，四場積分賽累計分數最低的參賽者則為第六名。 - 第一輪：〈拿手歌曲〉 - 梁一貞（2人/蔡旻佑）18分。 - 林鴻鳴（翅膀之歌/動力火車）16分。 - 康禎庭（重來好不好/楊宗緯）20分。 - 張心傑（一路上有你/張學友）24分。 - 方宥心（那首歌/林宥嘉）20分。 - 孫碧娜（心痛的感覺/蘇芮）20分。 - 目前積分：方宥心146分、張心傑140分、林鴻鳴138分、康禎庭133分、梁一貞124分、孫碧娜119分。 - 本集與參賽者合作的舞蹈團體〈以出場次序排列〉：Whatever B、Unity、Monster、爵劇影色、法老與舞姬、Maniac。 - 第二輪：〈與舞蹈團體合作〉 - 梁一貞+Whatever B（濃妝搖滾/藍心湄）20分。 - 林鴻鳴+Unity（我的麥克風/潘瑋柏）16分。 - 康禎庭+Monster（只愛高跟鞋/張惠妹）23分。 - 張心傑+爵劇影色（愛你的只有一個我/庾澄慶）23分。 - 方宥心+法老與舞姬（冷暴力/蔡依林）18分。 - 孫碧娜+Maniac（愛到底/曹格）20分。 - 中場表演：陳怡蓉（鴨子/蘇慧倫）。 - 比賽結果：孫碧娜獲得第四屆超級星光大道第六名，可以獲得價值三萬元的Porter禮品。。 - 參賽者積分榜：方宥心164分、張心傑163分、康禎庭156分、林鴻鳴154分、梁一貞144分、孫碧娜139分。 |            |        |                                    |                                                                              |
| 30 | 2009/03/20 | 3.85   | 總決賽(Live)                       | 第一名：方宥心 第二名：張心傑／第三名：林鴻鳴 第四名：康禎庭／第五名：梁一貞 |
| - 比賽時間：晚間10時到隔日凌晨12時30分。 - 總決賽的特別來賓：黎礎寧之父黎孟修。 - 星光四班的第一名可以得到一百萬元；第二名可以得到五十萬元；第三名可以得到三十萬元。 - 開場表演： - 孫碧娜（阿里郎/韓國民謠）。 - 陳樂軒（夠不夠/方大同）。 - 張涵雅（天下的媽媽都是一樣的/楊耀東）。 - 吳德宏（三天三夜/張惠妹）。 - 吳勇濱（墓仔埔也敢去/伍佰）。 - 孫碧娜+陳樂軒+張涵雅+吳德宏+吳勇濱（We Are The Champions/Queen）。 - 本次評審：袁惟仁、黃韻玲、鄭建國、伍思凱、王偉忠 - 比賽規則：比賽分兩階段，第一階段參賽者演唱一首自選曲，前四場積分賽與第一階段得分累計分數最低的參賽者成為第五名；第二階段亦是演唱一首自選曲〈其中一階段必須為快歌〉。四場積分賽及總決賽第一階段佔百分之四十，總決賽第二階段佔百分之四十，觀眾簡訊投票佔百分之二十，總分最高者即為冠軍。 - 參賽者積分榜：方宥心164分、張心傑163分、康禎庭156分、林鴻鳴154分、梁一貞144分。 - 第一輪：〈第五名決定賽〉 - 梁一貞（拒絕再玩/張國榮）20分。 - 林鴻鳴（Without you/Air Supply）18分。 - 康禎庭（我是真的愛你/李宗盛）20分。 - 張心傑（分享愛/郭富城）23分。 - 方宥心（秋風夜雨/伍佰）20分。 - 四場積分賽及總決賽第一階段的積分榜：張心傑186分、方宥心184分、康禎庭176分、林鴻鳴172分、梁一貞164分。 - 星光四班第五名是梁一貞。 - 四場積分賽及總決賽第一階段的加權積分榜：張心傑8.26分、方宥心8.17分、康禎庭7.82分、林鴻鳴7.64分。 - 第二輪：〈總決賽〉 - 林鴻鳴（癮慾/鐵香蕉）24分。 - 康禎庭（愛我的請舉手/莫文蔚）19分。 - 張心傑（我是一隻小小鳥/趙傳）22分。 - 方宥心（春花夢露/蕭煌奇）20分。 - 總決賽第二輪積分榜：林鴻鳴9.6分、張心傑8.8分、方宥心8分、康禎庭7.6分。 - 中場表演：梁一貞（屋頂/吳宗憲+溫嵐）。 - 簡訊投票結果：方宥心31557票；張心傑17225票；康禎庭15751票；林鴻鳴6834票；孫碧娜4390票；梁一貞2847票，簡訊投票總數78604票。換算成分數：方宥心2.0073；張心傑1.0957；康禎庭1.0019；林鴻鳴0.4347。 - 總決賽第二輪積分榜：方宥心18.1773分、張心傑18.1557分、林鴻鳴17.6747分、康禎庭16.4219分。 - 比賽結果：第一名是方宥心，得到獎金一百萬元；第二名是張心傑，得到獎金五十萬元；第三名是林鴻鳴，得到三十萬元；第四名是康禎庭；第五名是梁一貞。 |            |        |                                    |                                                                              |
| 31 | 2009/03/27 | 2.53   | 圓夢:畢業頒獎典禮                  | 無                                                                           |
| - 代班主持的蔡康永及黃嘉千，則是最後一集的代班，所以開場兩人合唱自由，表示兩人自由解脫了，並將下一屆交接給主持人陶晶瑩小姐。 - 本屆畢業頒獎典禮由四班前十強選手自行選唱一首歌表演，並領獎。 - 本集也是星光五班的報到日，有時攝影機拍向觀眾時，有拍到星光五班的同學。 - 開場表演：蔡康永+黃嘉千（自由/張震嶽）。 - 本次評審：袁惟仁、黃韻玲、鄭建國、伍思凱、康康 - 陳樂軒（Hallelujah/Bon Jovi）。 - 梁一貞（男人味女人味/汪佩蓉）。 - 吳勇濱（搞笑/羅志祥）。 - 張涵雅（Hurt/克莉絲汀）。 - 評審老師會出一些曲風考驗沒有突破過的選手，例如R&B，張心傑（小鎮姑娘/陶喆）、吳勇濱（小鎮姑娘/陶喆）。 - 中場表演：康康（沙灘/陶喆）。 - 吳德宏（阮的愛/自創曲）。 - 康禎庭（愛甲超過/向蕙玲）。 - 林鴻鳴（Little Wing/Skid Row）。 - 黃韻玲（改變/黃韻玲）。 - 孫碧娜（I will survive/Jinjoo）。〈韓文版〉 - 袁惟仁（Wonderful Tonight/Eric Clapton）。 - 張心傑（彩虹/張心傑）、張心傑+林鴻鳴（彩虹/張心傑）。 - 方宥心（忘了/輕鬆玩樂團）。 - 康康（你不愛我/康晉榮）。 - 簡訊人氣王：方宥心。 - 終場表演：伍思凱（分享/伍思凱）。 |            |        |                                    |                                                                              |

※收視率資料來源：AGB尼爾森媒體研究

## 排名趨勢表

### 參賽者排名
| 排名 | 第1集    | 第2集    | 第3集    | 第4集    | 第5集    | 第6集    | 第7集    | 第8集    | 第9集    | 第10至11集 | 第12集   | 第13集   | 第14至15集 | 第16集   | 第17集   | 第18集   | 第19集   | 第20集   | 第21集   | 第22集   | 第23集   | 第24集㈠ | 第24集㈡ | 第25集㈠ | 第25集㈡ | 第26集㈠ | 第26集㈡ | 第27集㈠ | 第27集㈡ | 第28集㈠ | 第28集㈡ | 第29集㈠ | 第29集㈡ | 第30集㈠ | 第30集㈡ |
| ---- | -------- | -------- | -------- | -------- | -------- | -------- | -------- | -------- | -------- | ---------- | -------- | -------- | ---------- | -------- | -------- | -------- | -------- | -------- | -------- | -------- | -------- | -------- | -------- | -------- | -------- | -------- | -------- | -------- | -------- | -------- | -------- | -------- | -------- | -------- | -------- |
| 1.   | 許雨柔17 | 吳德宏20 | 文凱20   | 吳德宏20 | 吳勇濱19 | 林鴻鳴20 | 陳樂軒20 | 林鴻鳴20 | 林鴻鳴22 | 吳德宏24   | 吳德宏19 | 康禎庭21 | 康禎庭21   | 孫碧娜18 | 康禎庭24 | 張涵雅19 | 林鴻鳴24 | 張英勝20 | 林鴻鳴20 | 孫碧娜21 | 方宥心25 | 方宥心20 | 孫碧娜20 | 林鴻鳴25 | 孫碧娜21 | 方宥心23 | 方宥心24 | 林鴻鳴25 | 方宥心20 | 方宥心20 | 張心傑22 | 張心傑24 | 張心傑23 | 張心傑23 | 林鴻鳴24 |
| 2.   | 文凱17   | 張涵雅19 | 林鴻鳴19 | 康禎庭20 | 梁一貞19 | 張心傑20 | 林鴻鳴19 | 張涵雅20 | 陳樂軒20 | 孫碧娜22   | 張心傑18 | 林鴻鳴20 | 張心傑21   | 張心傑17 | 陳樂軒18 | 孫碧娜19 | 孫碧娜20 | 方宥心19 | 方宥心20 | 方宥心21 | 張涵雅22 | 林鴻鳴18 | 張心傑20 | 張心傑20 | 梁一貞19 | 林鴻鳴20 | 林鴻鳴21 | 方宥心21 | 張心傑20 | 康禎庭20 | 林鴻鳴20 | 孫碧娜20 | 康禎庭23 | 梁一貞20 | 張心傑22 |
| 3.   | 王聖凱16 | 張心傑18 | 吳德宏18 | 張涵雅19 | 夏政峰19 | 文凱20   | 梁一貞19 | 吳德宏20 | 吳勇濱20 | 夏政峰22   | 吳勇濱18 | 陳樂軒18 | 方宥心19   | 張涵雅17 | 張涵雅18 | 林鴻鳴18 | 張心傑20 | 高慧茹19 | 康禎庭19 | 陳樂軒20 | 張心傑21 | 康禎庭18 | 張涵雅18 | 梁一貞19 | 林鴻鳴18 | 張心傑19 | 張心傑20 | 康禎庭19 | 康禎庭20 | 林鴻鳴18 | 康禎庭20 | 康禎庭20 | 孫碧娜20 | 康禎庭20 | 方宥心20 |
| 4.   | 楊淳盛16 | 孫碧娜18 | 孫碧娜18 | 陳樂軒19 | 張心傑18 | 陳樂軒17 | 張涵雅18 | 孫碧娜20 | 張心傑19 | 林鴻鳴21   | 許雨柔18 | 洪千涵18 | 林鴻鳴18   | 康禎庭17 | 林鴻鳴17 | 康禎庭16 | 陳樂軒19 | 吳德宏18 | 陳樂軒16 | 康禎庭19 | 康禎庭20 | 孫碧娜17 | 康禎庭18 | 孫碧娜16 | 張心傑18 | 康禎庭19 | 梁一貞19 | 張心傑18 | 林鴻鳴18 | 梁一貞18 | 方宥心18 | 方宥心20 | 梁一貞20 | 方宥心20 | 康禎庭19 |
| 5.   | 張心傑16 | 楊淳盛18 | 張涵雅18 | 孫碧娜18 | 陳樂軒18 | 康禎庭17 | 吳德宏18 | 吳勇濱20 | 方宥心19 | 陳樂軒20   | 陳樂軒17 | 吳德宏16 | 孫碧娜18   | 夏政峰17 | 孫碧娜17 | 陳樂軒16 | 康禎庭16 | 梁一貞17 | 張心傑16 | 吳德宏19 | 孫碧娜20 | 張心傑17 | 方宥心18 | 方宥心16 | 康禎庭18 | 孫碧娜17 | 孫碧娜18 | 梁一貞18 | 梁一貞18 | 張心傑17 | 梁一貞18 | 梁一貞18 | 方宥心18 | 林鴻鳴18 |          |
| 6.   | 孫碧娜16 | 陳樂軒18 | 何書宇17 | 林鴻鳴18 | 康禎庭18 | 吳勇濱17 | 夏政峰18 | 方宥心20 | 張涵雅18 | 張涵雅20   | 方宥心17 | 張心傑16 | 吳勇濱18   | 林鴻鳴15 | 洪千涵17 | 吳勇濱16 | 張涵雅16 | 李婭莎17 | 孫碧娜15 | 張心傑17 | 梁一貞20 | 梁一貞15 | 吳德宏18 | 康禎庭14 | 方宥心16 | 梁一貞15 | 康禎庭15 | 孫碧娜17 | 孫碧娜16 | 孫碧娜14 | 孫碧娜17 | 林鴻鳴16 | 林鴻鳴16 |          |          |
| 7.   | 梁一貞16 | 王聖凱17 | 張心傑16 | 張心傑17 | 洪千涵18 | 梁一貞17 | 何書宇18 | 陳樂軒17 | 吳德宏18 | 方宥心20   | 洪千涵17 | 張涵雅16 | 吳德宏16   | 陳樂軒15 | 吳勇濱15 | 張心傑15 | 吳勇濱15 | 連偉迪16 | 梁一貞14 | 林鴻鳴16 | 林鴻鳴18 | 吳德宏11 | 梁一貞17 | 吳德宏14 | 吳德宏11 |          |          |          |          |          |          |          |          |          |          |
| 8.   | 盧勁維15 | 吳勇濱17 | 王聖凱16 | 王聖凱17 | 張涵雅17 | 王聖凱17 | 張心傑17 | 夏政峰17 | 夏政峰18 | 何書宇20   | 林鴻鳴16 | 孫碧娜16 | 洪千涵16   | 吳勇濱15 | 方宥心15 | 洪千涵13 | 洪千涵14 | 許雨柔16 | 張涵雅13 | 梁一貞16 | 陳樂軒15 | 張涵雅10 | 林鴻鳴14 |          |          |          |          |          |          |          |          |          |          |          |          |
| 9.   | 張涵雅15 | 林鴻鳴17 | 梁一貞16 | 吳勇濱17 | 孫碧娜17 | 方宥心17 | 洪千涵17 | 洪千涵17 | 洪千涵18 | 許雨柔20   | 梁一貞16 | 方宥心16 | 陳樂軒15   | 方宥心15 | 夏政峰14 | 方宥心12 |          | 張力仁15 | 吳勇濱11 | 張涵雅15 | 吳德宏15 |          |          |          |          |          |          |          |          |          |          |          |          |          |          |
| 10.  | 吳勇濱15 | 夏政峰17 | 吳勇濱16 | 夏政峰17 | 林鴻鳴17 | 張涵雅15 | 王聖凱16 | 何書宇17 | 孫碧娜17 | 張心傑19   | 張涵雅15 | 夏政峰16 | 張涵雅15   | 洪千涵14 | 張心傑13 |          |          | 古孟14   | 吳德宏11 | 吳勇濱14 |          |          |          |          |          |          |          |          |          |          |          |          |          |          |          |
| 11.  | 吳德宏15 | 楊家偉17 | 許雨柔16 | 文凱16   | 楊淳盛17 | 吳德宏15 | 方宥心16 | 張心傑16 | 許雨柔17 | 梁一貞19   | 孫碧娜15 | 吳勇濱15 | 夏政峰15   | 吳德宏13 |          |          |          | 曾萬青14 |          |          |          |          |          |          |          |          |          |          |          |          |          |          |          |          |          |
| 12.  | 夏政峰15 | 方宥心17 | 楊家偉16 | 梁一貞16 | 方宥心17 | 孫碧娜15 | 文凱15   | 文凱16   | 梁一貞16 | 康禎庭19   | 康禎庭15 | 許雨柔15 | 許雨柔14   |          |          |          |          | 洪千涵10 |          |          |          |          |          |          |          |          |          |          |          |          |          |          |          |          |          |
| 13.  | 賴琇中15 | 文凱16   | 洪千涵16 | 楊淳盛16 | 文凱16   | 楊淳盛15 | 孫碧娜15 | 康禎庭16 | 康禎庭16 | 吳勇濱18   | 夏政峰13 | 梁一貞14 |            |          |          |          |          | 林鴻鳴   |          |          |          |          |          |          |          |          |          |          |          |          |          |          |          |          |          |
| 14.  | 康禎庭15 | 梁一貞16 | 陳樂軒15 | 方宥心16 | 王聖凱16 | 夏政峰15 | 康禎庭15 | 許雨柔16 | 何書宇16 | 洪千涵17   | 何書宇11 |          |            |          |          |          |          | 孫碧娜   |          |          |          |          |          |          |          |          |          |          |          |          |          |          |          |          |          |
| 15.  | 何書宇15 | 賴琇中16 | 康禎庭15 | 洪千涵16 | 何書宇16 | 洪千涵15 | 吳勇濱14 | 梁一貞15 | 文凱15   |            |          |          |            |          |          |          |          | 康禎庭   |          |          |          |          |          |          |          |          |          |          |          |          |          |          |          |          |          |
| 16.  | 陳樂軒15 | 康禎庭16 | 賴琇中15 | 盧勁維16 | 盧勁維16 | 何書宇15 | 楊淳盛14 | 王聖凱15 |          |            |          |          |            |          |          |          |          | 陳樂軒   |          |          |          |          |          |          |          |          |          |          |          |          |          |          |          |          |          |
| 17.  | 林鴻鳴15 | 盧勁維15 | 方宥心15 | 賴琇中15 | 吳德宏15 | 盧勁維15 | 許雨柔14 |          |          |            |          |          |            |          |          |          |          | 張心傑   |          |          |          |          |          |          |          |          |          |          |          |          |          |          |          |          |          |
| 18.  | 洪千涵13 | 洪千涵15 | 楊淳盛14 | 何書宇15 | 賴琇中15 | 許雨柔15 | 盧勁維13 |          |          |            |          |          |            |          |          |          |          | 張涵雅   |          |          |          |          |          |          |          |          |          |          |          |          |          |          |          |          |          |
| 19.  | 楊家偉13 | 許雨柔13 | 盧勁維13 | 許雨柔14 | 許雨柔15 |          |          |          |          |            |          |          |            |          |          |          |          | 吳勇濱   |          |          |          |          |          |          |          |          |          |          |          |          |          |          |          |          |          |
| 20.  | 方宥心13 | 何書宇13 | 夏政峰12 | 楊家偉13 |          |          |          |          |          |            |          |          |            |          |          |          |          | 夏政峰   |          |          |          |          |          |          |          |          |          |          |          |          |          |          |          |          |          |

※參賽者註記說明：
 　25分（滿分）
 　20分或以上
 　PK落敗／落入失敗區
 　落入失敗區，清唱PK救回
 　被淘汰
 　清唱PK落敗，被淘汰
 　獲得兩萬元獎金的踢館者
 　敗部復活成功
 　敗部復活失敗
 　本集無參賽（保送）
 　放棄敗部復活
※排名次序說明：
如有兩位（或以上）參賽者在當日比賽獲得同分，會以下列規則定出排名次序：

a）計算全部比賽的分數總和，較高分者獲得較佳名次；前六強定出後只計算冠軍積分賽程的分數。若計算後仍然相同；

b）計算全部比賽的落入失敗區次數，落入失敗區次數較少者獲得較佳名次。若計算後仍然相同；

c）計算全部比賽的獲得25分(滿分)及20分(或以上)次數，獲得25分(滿分)及20分(或以上)次數較多者獲得較佳名次。若計算後仍然相同；

d）以當日比賽出場次序定出排名次序，先出場者獲得較佳名次。

### 踢館者排名
| 排名 | 第16集   | 第17集   | 第18集    | 第19集    |
| ---- | -------- | -------- | --------- | --------- |
| 1.   | 張力仁19 | 李婭莎17 | 張英勝20  | 張英勝19  |
| 2.   | 莊瑋豪17 | 曾萬青16 | 古孟19    | 高慧茹19  |
| 3.   | 李婭莎17 | 張力仁16 | 高慧茹17  | 連偉迪19  |
| 4.   | 曾萬青16 | 吳易澤16 | 黃浩詠17  | 尤鴻銘16  |
| 5.   | 劉康祥16 | 莊瑋豪15 | 陳鴻碩15  | 李今平15  |
| 6.   | 鍾沛真15 | 連偉迪15 | 陳奕伸15  | 陳鴻碩14  |
| 7.   | 方平15   | 鍾沛真14 | 連偉迪14  | 古孟14    |
| 8.   | 胡采書14 | 莊瑋倫14 | 曾萬青14  | 蔡絜如 13 |
| 9.   | 柯曉龍14 | 嚴光彥14 | 莊瑋豪 13 |           |
| 10.  | 高橋中14 | 王曉鋒10 |           |           |
| 11.  | 洪愛莉13 |          |           |           |
| 12.  | 趙泓捷11 |          |           |           |

 　25分（滿分）
 　20分或以上
 　淘汰掉參賽者
 　團體踢館失敗
 　踢館失敗

## 製作團隊
- 監製：吳毓慶
- 編審：程芳倩、蘇意嵐
- 製作人：王偉忠、詹仁雄
- 工程統籌：王光武
- 執行製作人：劉安華
- 執行製作：汪雅筑
- 企劃：賴純琦
- 製作群：郭惠齡、鄧郁馨、呂宛諭、林賀萍、吳宴鈴、李佳哲、章藝
- 音樂設計：劉敏宏
- 梳化造型：亞萱造型學院（廖淑珮）
- LED:東瀚
- 燈光：神翼
- 音響：聯立
- 音效：汎昇(Monkey)
- 特效：宏益
- 舞台：雙鶴
- 技術指導：陳茂營、徐啟雄、陳育仁
- 攝影：吳清俊、周亮宇、侯昆璋、蕭偉廷、黃弘琦、簡文彬、郭憲凱
- 燈光：吳玉麟、陳康德
- 燈光助理：陳彥甫、林志憲、陳喬文
- 成音：秦聖奇、董國華
- 剪輯：光源影音（巫佳蓁、溫承恩）
- 旁白：于正昌
- 動畫設計：吳秉諭、劉書吟、曲獻珠
- 美術指導：嚴婉君
- 現場指導：陳振閣、陳君毅、鄭洛華、賴宣甫
- 助理導播：孫怡芬、詹卓燕、鍾宜瑩、張家瑜
- 導播：劉應鐘、傅慧芬、茅興中
- 製作公司：金星娛樂
- 監製公司：中國電視公司